# Spojené království nizozemské
Spojené království nizozemské (nizozemsky Verenigd Koninkrijk der Nederlanden, francouzsky Royaume-Uni des Pays-Bas) nebo Království spojeného Nizozemí, byl neoficiální název Nizozemského království (nizozemsky Koninkrijk der Nederlanden, francouzsky Royaume des Pays-Bas) v letech 1815–1830/1839, tj. po jeho vytvoření na Vídeňském kongresu až do odtržení Belgie (Jižního Nizozemí) v roce 1830 a jeho mezinárodním uznání londýnským protokolem v roce 1839, kdy Belgii musel uznat i nizozemský král Vilém I. Navzdory personální unii mezi Nizozemským královstvím a Lucemburským velkovévodstvím, nebylo Lucembursko nikdy jeho součástí, jelikož bylo součástí Německého spolku.

## Vytvoření

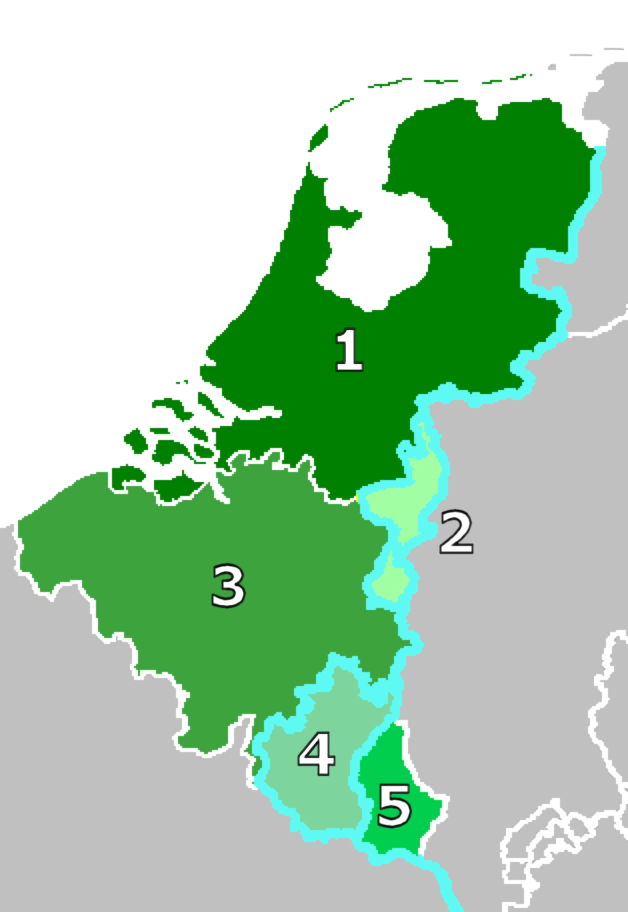
Historické Nizozemí po roce 1815
1, 2 a 3 Spojené království Nizozemské (do roku 1830)
1 a 2 Nizozemské království (po roce 1830)
2 Vévodství Limburské (mezi 1839–1867, člen Německé konfederace)
3 a 4 Belgie (po roce 1830)
4 a 5 Velkovévodství Lucemburské (do roku 1830)
4 Lucemburk (belgická provincie) (k Belgii v roce 1839)
5 Velkovévodství Lucemburské (tzv. německé lucembursko; po roce 1839)
Azurově jsou hranice Německéko spolku.

Spojené království Nizozemské bylo vytvořeno po napoleonských válkách na Vídeňském kongresu roku 1815. Vzniklo spojením bývalého Rakouského Nizozemí (území Jižního Nizozemí, dnešní Belgie) a bývalých Spojených nizozemských provincií (území Severního Nizozemí, dnešní Nizozemsko) a jeho králem se stal Vilém I. z dynastie Oranžsko-nasavské. Nově utvořený stát byl unitárním, jednotným státem, který se členil na provincie.
Na vídeňském kongresu probíhala důležitá jednání, jakou podobu má obnovené spojené Nizozemí mít. Po odmítnutí nejrůznější variant i varianty krále Viléma I. bylo rozhodnuto přijmout pozměněný králův návrh. Na vídeňském kongresu byla tedy jako součást jednotného Spojeného království Nizozemského uznána tato bývalá území:
- Spojených nizozemských provincií (Severní Nizozemí)
- Rakouské Nizozemí (Jižní Nizozemí)
- a území biskupského-knížectví Lutych, s malými změnami hranic ve prospěch Pruska

Ke království Nizozemskému (oficiální název) bylo personální unií připojeno Lucembursko, které bylo na Vídeňském kongresu povýšeno na velkovévodství a stalo se jako nezávislý stát členem Německého spolku, také díky tomu se i přes snahy krále Viléma I. v budoucnu nestalo součástí Nizozemského království.
Pro připojení Lucemburska naléhal na velmoci král Vilém I. s důvodem, že Nizozemsko bude díky Lucembursku větším soupeřem pro velkou Francii. Poté argumentoval tím, že Lucembursko je také jako Belgie součástí historického Nizozemí, ovšem neuspěl.
Sjednocením většiny Nizozemí uskuteční král Vilém I. sen jeho dávného předchůdce místodržícího Viléma I. Oranžského, vůdce Nizozemské revoluce, proti tehdejší španělské nadvládě.

Nizozemské provincie v roce 1815

### Členění státu
Spojené království Nizozemské bylo jednotným a unitárním státem, členícím se na provincie. Zatímco v severní části téměř dokonale kopíruje tradiční členění z doby před napoleonskou invazí, v belgické části převzalo členění na departementy, zavedené Napoleonem, které byly po vzniku Spojeného Nizozemí přejmenovány s odkazem na tradiční provincie. Napoleonský původ má i belgický a nizozemský Limburg, který pouze z malé části patřil ke stejnojmenné tradiční provincii. Toto členění z doby Spojeného Nizozemí zůstalo v Belgii i Nizozemsku téměř beze změn i v současné Belgii a Nizozemsku. Jediná provincie, která odtržením Belgie v roce 1830 utrpěla byl Limburg, který byl rozdělen (vyznačeno na mapě). I když v letech 1970–1993 v rámci federalizace Belgie bylo Jižní (belgické) Brabantsko rozděleno mezi regiony: Bruselský region, Vlámský Brabant a Valonský Brabant.
| - Antverpy - Drenthe - Frísko - Gelderland - Groningen - Henegavsko | - Holandsko - Limbursko - Lutych - Namen - Severní Brabantsko - Východní Flandry | - Overijssel - Utrecht - Západní Flandry - Zeeland - Jižní Brabantsko |

### Vláda

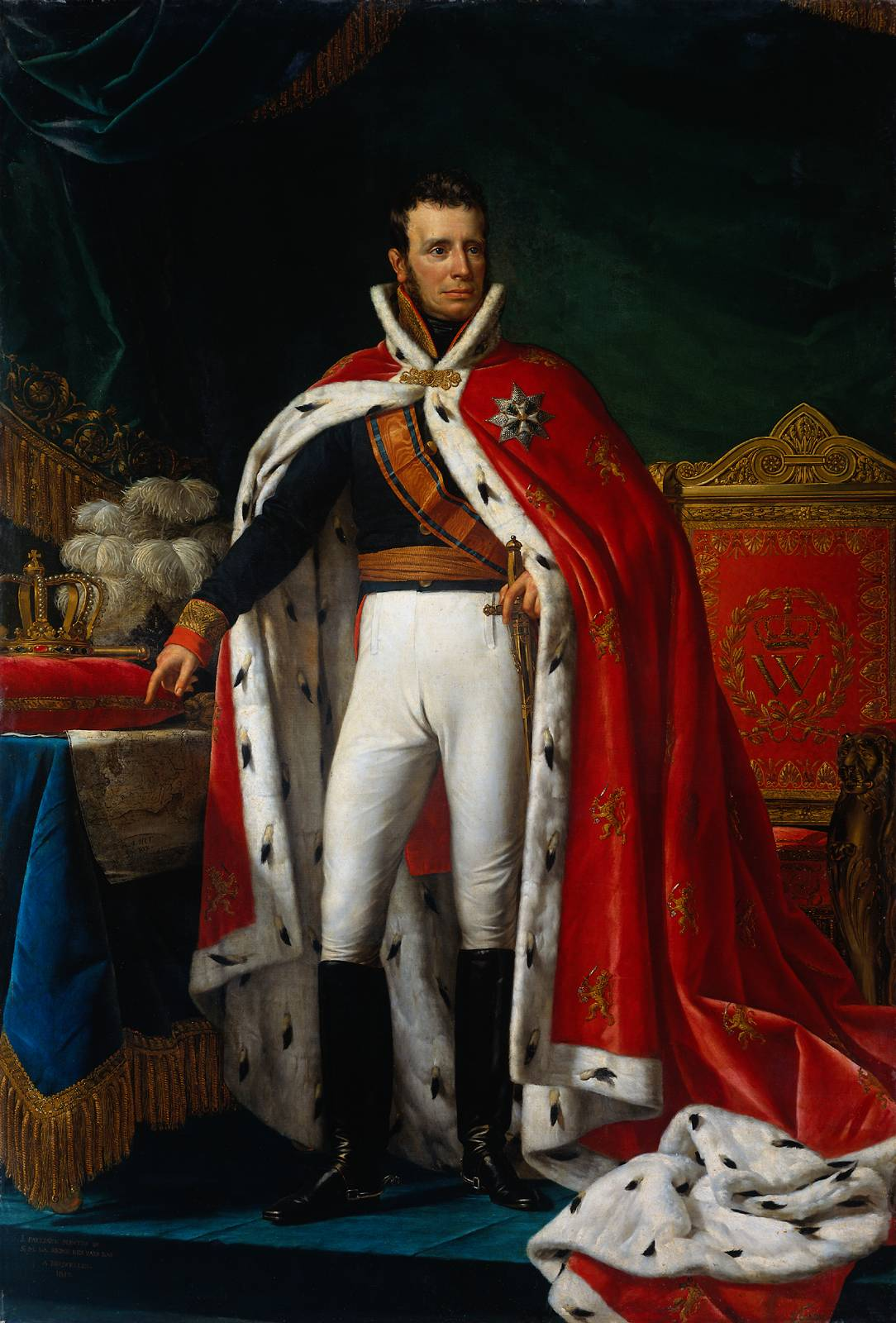
král Vilém I.

Ústava nově utvořeného království dávala královi větší pravomoci než má panovník v současném Nizozemsku nebo Belgii. Král měl téměř absolutní veto, vláda měla 8 ministrů, kteří nebyli odpovědní parlamentu, ale králi.
Parlament měl 2 komory. Členové první komory byli stará i novější šlechta a králem jmenovaní. Druhá komora měla 110 členů, 55 jich bylo voleno na severu a 55 na jihu.

### Rozvoj státu
I když jak na severu tak na jihu bylo dost nezaměstnaných, Nizozemsko se pomalu rozvíjelo. I když hospodářské rozdíly severu a jihu nebyly příliš velké, část obyvatelstva přesto žila v bídě. Král Vilém se bohatství země pokusil rozdělit těmito projekty:
- Budování nových cest
- Kopání nových kanálů a rozšíření stávajících kanálů
- Rozšíření ocelářského průmyslu na jihu
- zavedení metrického systému
- Uložení nové dovozní a vývozní daně
- Otevření přístavu Antverpy

## Odtržení Belgie

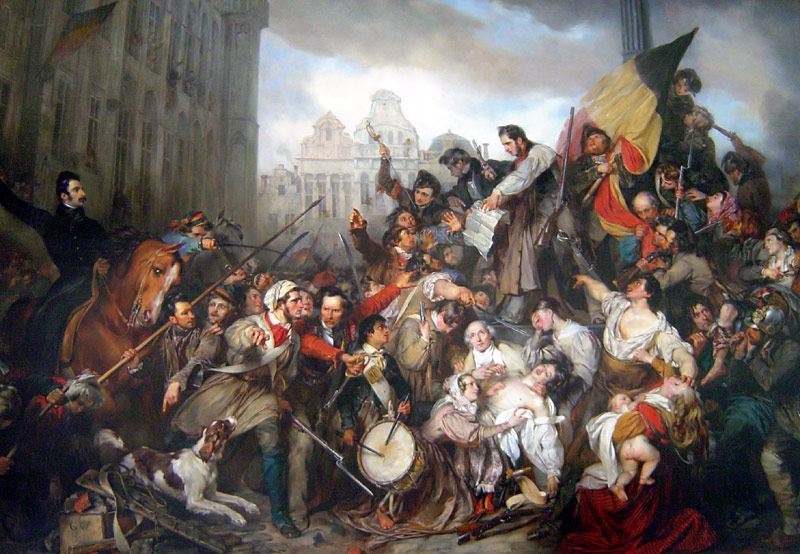
Scéna z belgické revoluce roku 1830, Gustav Wappers (1834), Musées royaux des Beaux-Arts de Belgique, Brusel

V roce 1830 se Belgičané vzbouřili čímž začala tzv. Belgická revoluce. Hlavní příčinou belgické revoluce byla politická a ekonomická nadvláda Nizozemců nad francouzsky mluvícím obyvatelstvem. Hospodářské aktivity, jako např. obchod a počátky průmyslové revoluce, byly totiž soustředěny na území dnešního Nizozemska, zejména v přístavu Amsterdam.
Jádrem sporů byla také skutečnost, že Nizozemci podporovali volný obchod, zatímco Belgičané požadovali ochranu svého trhu zavedením cel. Belgičané si rovněž stěžovali, že je s nimi nakládáno jako s druhořadými občany, ačkoliv jich v království nežilo méně než 3,5 milionu oproti 3 milionům Nizozemců. Většina úředních míst v té době byla svěřena Nizozemcům.
Dalším důvodem sporů byly náboženské a kulturní rozdíly. Belgičané byli převážně katolíci, zatímco Nizozemci byli protestanti. V budoucnosti se však náboženství ukázalo jako hlavní jednotící prvek celé Belgie, stejně jako král.
Král Vilém I. ale nechtěl připustit rozdělení země a pokusil se obnovit pořádek silou, avšak královskému vojsku pod vedením králova druhého syna Bedřicha se nepodařilo dobýt Brusel v krvavých bojích v ulicích města, které se odehrály mezi 23. a 26. srpnem.

### Vyhlášení nezávislého Belgického království

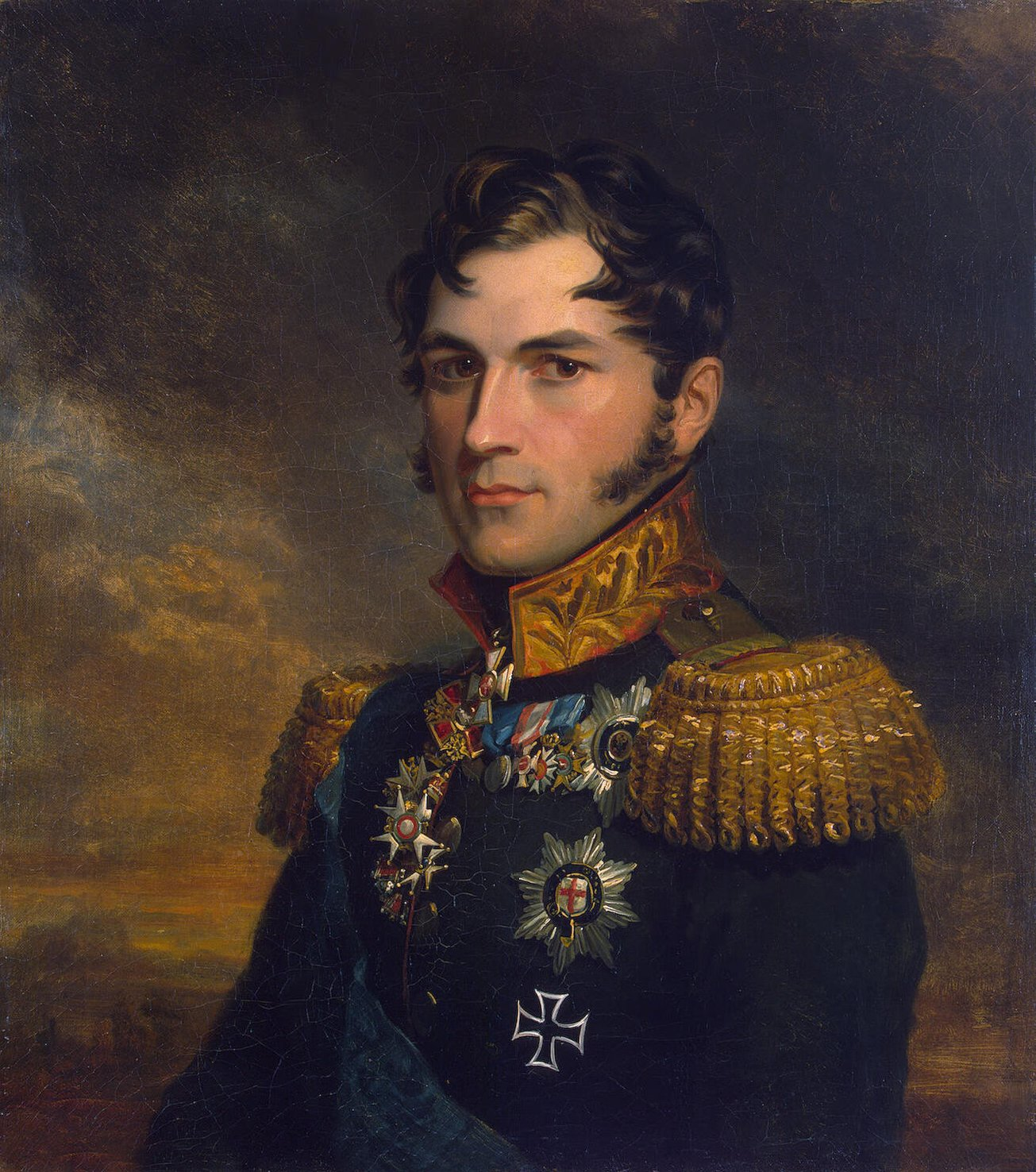
první belgický král Leopold I.

Den poté byla v Bruselu vyhlášena provizorní vláda a 4. října následovalo prohlášení nezávislosti. V listopadu se v Bruselu sešel Národní kongres a 7. února 1831 byla vyhlášena ústava. Belgie byla prohlášena dědičnou parlamentní monarchií podle salického zákona a královstvím. Belgičtí politikové budovali tzv. "stát na zelené louce".
Prvním belgickým králem byl zvolen sasko-cobursko-gothajský princ Leopold, který nabídku koruny přijal a stal se 21. července téhož roku králem Leopoldem I. Belgie se po celé 19. století stala vzorem pro evropské liberály.

#### Mezinárodní a nizozemské uznání, důsledky
Evropské mocnosti oficiálně uznaly nezávislost Belgie až roku 1839, kdy byla podepsána Londýnská smlouva. Neutralitu Belgie se zaručila střežit Velká Británie, což bylo uplatněno na začátku první světové války. Belgie měla být podle této smlouvy nezávislou a neutrální zemí, zahrnující Západní Flandry, Východní Flandry, Brabant, Antverpy, Henegavsko, Namur a Lutych, jakož i část Lucemburska a provincie Limburk.
Nizozemský král Vilém I. odmítal uznat nezávislost Belgie do roku 1839, kdy musel ustoupit pod tlakem Londýnské smlouvy.
Po svém odtržení od Nizozemska získala Belgie také o něco málo více než polovinu Lucemburského velkovévodství, z Lucemburska pak zbyla jen německá část, francouzsky mluvící část se stala (největší) belgickou provincií Lucemburk. Díky uznání územní ztráty ve prospěch Belgie se Lucembursko stalo neutrální a plně nezávislou zemí, díky čemuž byly veškeré dosavadní nizozemské (či pruské) nároky zrušeny. Personální unie Nizozemska a Lucemburska vydržela až do roku 1890, kdy zemřel král Vilém III. a na trůn nastoupila jeho dcera Vilemína.
Jelikož bylo Lucembursko podstatně zmenšeno a bylo členem Německého spolku a díky tomu ztratilo Prusko přístup k řece Máze, bylo rozhodnuto oddělit nizozemskou část Limburska jako (polo)nezávislého vévodství v personální unii v Nizozemskem, které bude členem Německého spolku. Tato situace byla upravena Londýnskou smlouvou z roku 1867.

### Paradox Belgické revoluce
V určitém smyslu byla belgická revoluce valonskou revolucí francouzsky mluvící vyšší a střední třídy a nadvláda Nizozemců byla nahrazena nadvládou Valonů. Úředním jazykem byla určena francouzština, zatímco vlámština byla na školách zakázána.